# Le Châle chinois
 (décembre 2023).
Si vous disposez d'ouvrages ou d'articles de référence ou si vous connaissez des sites web de qualité traitant du thème abordé ici, merci de compléter l'article en donnant les références utiles à sa vérifiabilité et en les liant à la section « Notes et références ».
Le Châle chinois (The Chinese Shawl) est un roman policier de l'écrivaine britannique Patricia Wentworth publié en 1943. Il est paru en France aux éditions Édimail, collection Nuit, en 1986, dans une traduction d'Anne-Marie Carrière et Sophie Vincent, avant d'être repris aux éditions 10/18 dans la collection « Grands Détectives » no 2494 en 1994.

## Résumé
Tanis Lyle est une magnifique femme, qui attire les hommes et est détestée par les femmes qui la croisent. Alors qu'elle est entourée d'amis, elle est assassinée. Miss Silver doit à nouveau enquêter.